# سران فتنه

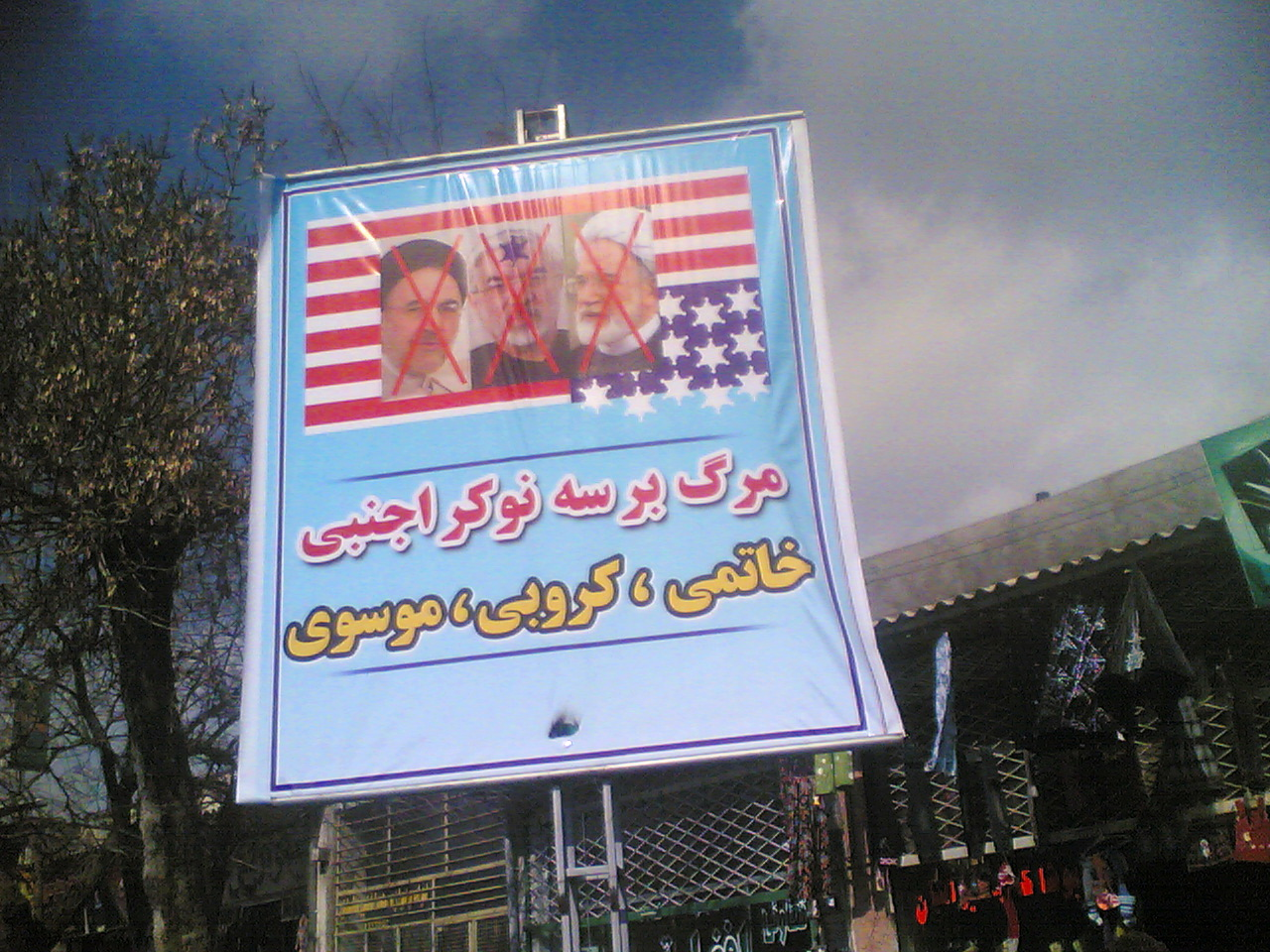
یک بنر در نیشابور با شعار: «مرگ بر سه نوکر اجنبی/خاتمی، کرّوبی، موسوی»

«سران فتنه» عبارتی است که پس از انتخابات ریاست‌جمهوری ۱۳۸۸ ایران، در ادبیات نظام جمهوری اسلامی به رهبران اصلاح‌طلب مخالف دولت به ویژه میرحسین موسوی، مهدی کروبی و سید محمد خاتمی گفته می‌شود. همچنین از پیامدهای انتخابات ریاست‌جمهوری ۱۳۸۸ به عنوان «فتنه» یا «جریان فتنه» یاد شده‌است. موسوی این واژه را پروپاگاندای حکومت می‌داند.

## پیشینه و ریشه‌شناسی
فتنه از مادهٔ «فِتْن» به معنای داخل نمودن طلا در آتش است، و به معنای داخل نمودن انسان در آتش نیز آمده‌است. کلمه «فتنه» در قرآن به معناهای گوناگون آمده‌است. به معنای عذاب، محصول عذاب، آزمایش و امتحان و واقع نمودن خود یا دیگران در عذاب. جعفر سبحانی می‌گوید: «فتنه گاهی به معنای شورش‌های کور به کار می‌رود که نه هدف مشخصی دارند و نه مقدس هستند. گاهی به معنی انقلاب اسلامی به کار می‌رود.
بنا به گزارش برزو دراگاهی از لس آنجلس تایمز، از لحاظ شریعت اسلامی، «فتنه‌گر» می‌تواند مستحق مجازات اعدام باشد. در صدر اسلام، کشمکش‌ها و جنگ‌های داخلی که در دو قرن اول هجری در جامعه مسلمانان به وجود آمد فتنه نامیده می‌شد. مواردی مانند کشمکش‌های بین علی و معاویه که با رسیدن معاویه به مسند حکومت اسلامی پایان یافت، خروج حسین علیه یزید در کربلا، خروج عبدالله بن زبیر علیه یزید در مکه، جنبش سیاه‌جامگان که به سرنگونی امویان منجر شد. همچنین از شکل‌گیری و انشقاق مسلمانان و تشکیل شیعه و سنی نیز به عنوان فتنه یاد می‌شده‌است.

## فتنه پس از انتخابات ریاست‌جمهوری ایران در سال ۱۳۸۸
در ادبیات حکومتی نظام جمهوری اسلامی، به پیامدها و حوادث پس از انتخابات ریاست جمهوری ایران در سال ۱۳۸۸، با عنوان «جریان فتنه» یا «فتنه سال ۸۸» یاد می‌شود. این‌گونه عبارت‌ها در توصیف جنبش اعتراضی پس انتخابات ریاست جمهوری سال ۱۳۸۸، در میان مقامات و رسانه‌های دولتی و وابسته به نظام جمهوری اسلامی، به صورتی گسترده به کار برده می‌شوند.

### موضع‌گیری‌ها
میرحسین موسوی حکومت را در استفاده این واژه‌ها به «تبلیغات سیاسی» متهم کرده‌است. سید محمد خاتمی که نسبت به دیگر رهبران اصلاح‌طلب، همواره نقش میانه روتری داشته و رئیس‌جمهور پیشین نیز بود، بیشتر از سوی منتقدان اصولگرا به «مرد خاکستری اصلاحات» لقب داده شد. برخی از اصولگرایان از نام بردن او به عنوان سران فتنه امتناع کردند؛ برای نمونه محمدرضا باهنر از نمایندگان اصولگرای مجلس که از سوی بعضی اصولگرایان به عنوان اینکه در خصوص جریان پس از انتخابات ریاست جمهوری سال ۱۳۸۸ مواضع صریحی ندارد مورد انتقاد قرار می‌گرفت، سه سال بعد، بلافاصله پس از انتخابات مجلس و انتخاب مجدد خود در مجلس اردیبهشت ۱۳۹۱، بصورتی شفافتر از پیش، موسوی و کروبی را از سران فتنه خواند و دربارهٔ نقش خاتمی در جریان پس از انتخابات ریاست جمهوری سال ۱۳۸۸ اظهار داشت: «خاتمی در جریان فتنه به نظام خیلی ظلم کرد، اما از سران فتنه نبود.»
حبیب‌الله عسکراولادی، فعال در هیئت مؤتلفه اسلامی گفته که موسوی و کروبی را «مجرم در فتنه [فتنه‌گر] نمی‌شناسم اما آنها را گرفتار در فتنه [فتنه زده] می‌دانم.» حسین شریعتمداری در آذر ۱۳۹۳ مدعی شد که «بر اساس مدارکی که وی در اختیار دارد، ایده اولیه اجرای تحریم‌های علیه ایران را سران فتنه به آمریکا پیشنهاد داده‌اند». حیدر مصلحی در جواب بخشش سران فتنه گفت «سران فتنه به هیچ وجه قابل مقایسه با حر نیستند.»
در ۴ آذر ۱۳۹۲ بدنبال زمزمه‌ها، اظهارنظرها و پیشنهادهای ضمنی و غیررسمی بعضی اصلاح طلبان دربارهٔ پایان دادن به حصر موسوی و کروبی، احمد جنتی در خطبه‌های نماز جمعه، عدالت واقعی دربارهٔ ایندو را به عنوان محارب، حکم اعدام دانست و گفت که این حکم بواسطه رأفت اسلامی جای خود را به حصر خانگی داده‌است. در پی این موضع‌گیری محقق داماد اظهارات جنتی در نماز جمعه را خلاف شرع دانست و موسوی و کروبی را از مصادیق محارب ندانست. علی مطهری با رد صریح نظرات جنتی، ضمن باورداشتن به تقصیراتی از سوی موسوی و کروبی، مخالفان آن دو را عامل اصلی بحران سال ۱۳۸۸ دانست. موضع‌گیری مطهری مورد تقدیر مرتضی جوادی آملی فرزند آیت‌الله جوادی آملی واقع شد.
سید علی خامنه‌ای، رهبر جمهوری اسلامی، اعتراضات سال ۱۳۸۸ را اقدام دشمنان دانست و گفت «سران فتنه، کسانی بودند که دشمن این‌ها را هل داد وسط صحنه. البته گناه کردند. نبایستی انسان بازیچهٔ دشمن شود؛ باید فوراً قضیه را بفهمد. اگر اول غفلتی کرده‌است، وسط کار وقتی فهمید، بلافاصله بایستی راه را عوض کند. خوب، نکردند.»

## در دولت یازدهم
با انتخاب حسن روحانی به عنوان رئیس دولت یازدهم ایران، استفاده از واژگان «فتنه» و «فتنه‌گر» کاربردی جدید یافت. انتقاد از روحانی به موجب حمایت فتنه‌گران از وی در انتخابات ریاست‌جمهوری ایران (۱۳۹۲) اولین نمونه از این دست بود که با واکنش روحانی مواجه شد. در موردی دیگر، در خلال جلسات رای اعتماد به کابینه حسن روحانی، برخی نمایندگان مجلس شورای اسلامی، برخی وزرای پیشنهادی روحانی را به «عضویت در جریان فتنه» متهم کرده و سعی در عدم کسب رأی اعتماد آن‌ها می‌کردند.